# Hendrik Drogt
Hendrik Drogt (Avereest, 10 februari 1920 - Scheveningen, 14 april 1944) was een Nederlandse verzetsstrijder tijdens de Tweede Wereldoorlog.
Drogt was lid van de marechaussee en weigerde om joden te arresteren. Hij raakte betrokken bij vele verzetsactiviteiten. Hij werd op 2 augustus 1943 gearresteerd door de Sicherheitsdienst en overgebracht naar de gevangenis van Scheveningen (Oranjehotel), alwaar hij ter dood veroordeeld werd. Hij zat daar in cel 581 van 10 november 1943 tot 14 april 1944.
Samen met zijn medeveroordeelden Wiepke Harm Timersma, Gerard Jansen, Jacob Kraal, Jan Rijkmans, Gerrit Jan van den Berg, Fokke Jagersma en Johannes Kippers zong hij regelmatig psalmen wat door een mede-gevangene beschreven werd aan diens verloofde. Hij werd in de ochtend van 14 april 1944 gefusilleerd op de Waalsdorpervlakte.